# Gare de Saint-Hyacinthe
La  gare de Saint-Hyacinthe à Saint-Hyacinthe est desservie par plusieurs lignes de Via Rail Canada en provenance de Montréal. C'est une gare ferroviaire patrimoniale du Canada.

## Histoire
En 1847, la première section du chemin de fer de St-Laurent et Atlantique est bâtie de Longueuil à St-Hyacinthe. Plusieurs citoyens en deviennent alors actionnaires. La voie ferrée passe au nord de la région construite et habitée. Puis ce n'est que le 24 décembre 1848 que la première locomotive fut vue à St-Hyacinthe. Ce n'est qu'en 1870 que la première gare du Grand Tronc fut bâtie. Une deuxième gare fut construite en 1872.Et en 1877, le premier chemin de fer entre St-Hyacinthe et St-Pie est construit.
La gare actuelle fut construite en 1900. Pour faciliter la circulation et diminuer l'attente et les risques d'accidents causés par le passage des trains, la municipalité fait creuser des tunnels. Le plus ancien, rue Girouard, date de 1900. En 1942, tout près de la gare, on inaugure le tunnel pour automobilistes et piétons de l'avenue St-Anne, ainsi que deux tunnels piétonniers situés sur les avenues Laframboise (pratiquement sous la gare actuelle) et Bourdages Nord.